# Pile of Skulls
Pile of Skulls – siódmy album studyjny niemieckiego zespołu heavymetalowego Running Wild. Wydawnictwo ukazało się 21 października 1992 roku nakładem wytwórni muzycznej Electrola. 
Nagrania zostały zarejestrowane między czerwcem a sierpniem 1992 roku w znajdującym się w Hanowerze Studio M. To ostatni album grupy z udziałem gitarzysty Axela Morgana i perkusisty Stefana Schwarzmanna jak i pierwszy z udziałem basisty Thomasa „Bodo” Smuszynskiego.

## Lista utworów
Opracowano na podstawie materiału źródłowego.
1. „Chamber of Lies” – 2:21 (utwór instrumentalny)
2. „Whirlwind” – 4:52
3. „Sinister Eyes” – 5:06
4. „Black Wings of Death” – 5:17
5. „Fistful of Dynamite” – 4:06
6. „Roaring Thunder” – 5:56
7. „Pile of Skulls” – 4:39
8. „Lead or Gold” – 5:07
9. „White Buffalo” – 5:17
10. „Jennings' Revenge” – 4:18
11. „Treasure Island” – 11:14

## Twórcy
Opracowano na podstawie materiału źródłowego.

- Rolf Kasparek – śpiew, gitara, produkcja
- Axel Morgan – gitara
- Thomas „Bodo” Smuszynski – gitara basowa
- Stefan Schwarzmann – perkusja
- Ralf Nowy – instrumenty klawiszowe w utworze „Chamber of Lies” i efekty w utworze „Sinister Eyes”
- Jan Němec – inżynieria dźwięku
- Thomas Körge – inżynieria dźwięku
- Karl-Ulrich Walterbach – produkcja wykonawcza
- Maren Lotz – oprawa graficzna, typografia
- Andreas Marschall – okładka